# Tornare
Tornare è un film del 2019 diretto da Cristina Comencini con Giovanna Mezzogiorno, Vincenzo Amato, Beatrice Grannò, Clelia Rossi Marcelli e Marco Valerio Montesano.

## Trama
Alice McNellis, una giornalista quarantenne, torna a Napoli in occasione del funerale del padre, militare in servizio presso la base NATO. Qui incontra Marc Bennet, personaggio oscuro, che piano piano riesce a farsi strada nell'iniziale ritrosia di Alice.
Ma la casa l'aiuta a ricordare la sua infanzia, a rivivere la sua vita come un flashback, a risolvere alcuni conti col passato.

## Ambientazione
Il film è stato girato tra il Circeo e Posillipo, in particolare alla cala di Nisida e al Parco Archeologico del Pausilypon, con l'annessa Grotta di Seiano.

## Accoglienza
Nelle immagini catturate dalla splendida fotografia di Daria D’Antonio domina spesso l’azzurro del cielo e del mare, a cui sono contrapposti gli ombrosi interni della casa o delle grotte sull’acqua – vale a dire, le luci e le ombre della vita e della psiche –, ma ci sono anche altri preziosismi come i fasci di luce sui volti dei personaggi nei flashback. Un valore aggiunto è poi la giovane e bravissima Grannò ( classe 1993, vista di recente in "Gli indifferenti" ), che vanta anche una notevole somiglianza con la Mezzogiorno: nei panni di una giovane Alice disinibita che ama farsi desiderare senza concedersi, parla disinvoltamente di ninfomania, e mostra il seno nudo e il pube semi-rasato mentre si sta vestendo: inquadrature rapide, sì, ma quando mai capita nel cinema italiano di oggi?  Davide Comotti.

## Riconoscimenti
- 2020 - Nastro d'argento[2]
  - Candidatura per la miglior regista a Cristina Comencini
  - Candidatura per la migliore attrice protagonista a Giovanna Mezzogiorno
  - Candidatura per la migliore fotografia a Daria d'Antonio
  - Candidatura per i migliori costumi a Alessandro Lai
  - Candidatura per il miglior sonoro in presa diretta a Maurizio Argentieri
- 2020 - Ciak d'oro
  - Candidatura a miglior regista a Cristina Comencini[3]
  - Candidatura a migliore attrice protagonista a Giovanna Mezzogiorno[4]